# Rinha (filme)
Rinha (br: Rinha: O Filme) é um filme brasileiro de 2008, dirigido por Marcelo Galvão.
Retrata o cotidiano dos lutadores de jiu-jitsu. O filme foi comercializado em países hispanófonos com o título de La Riña.

## Elenco
- Anna Ludmilla
- Alexandre Tigano
- Anna Korby
- Alessandro Delarissa
- Bernardo Melo Barreto
- Carlinhos Mello
- Carlos Miola
- Carolina Manica
- César Brasil de Luna
- Christiano Cochrane
- Clóvis Carbone
- Deto Montenegro
- Diego Cristo
- Daniella Vidote
- Daniela Galli
- Danielle Sobreira
- Dannilu
- Daniel Salve
- Elder Torres
- Felipe Solari
- Giovanna Caner
- Giovanna Biotto
- Gui Inácio
- Guilherme Magon
- Jolanda Gentilezza
- José Inácio
- Leonardo Miggiorin [2]
- Maytê Piragibe
- Marco Luque
- Mara Carvalho
- Monaliza Marchi
- Michel Nakahara
- Matheus Prestes
- Oswaldo Lot
- Paolla Oliveira
- Pedro Urizzi
- Rafael Arantes
- Rodrigo Arijon
- Roberta Dibiase
- Theodoro Cochrane
- Viviane Thibes
- Victor Ribeiro
- Warley Santana